# Kletterweltcup 2022

Der Kletterweltcup 2022 begann mit dem Boulder-Wettbewerb in Meiringen (Schweiz) am 8. April 2022 und endete mit dem Wettbewerb in Morioka (Japan) am 22. Oktober 2022. Bei diesem letzten Wettkampf wurde das neue Kombinationsformat Boulder & Lead, welches bei den Olympischen Sommerspielen 2024 ausgetragen wird, eingeführt. Die 34. Saison des Kletterweltcups umfasste 21 Veranstaltungen an zwölf Orten.

## Gesamtwertung

### Lead
| Rang | Name             | Land               | Punkte |
| ---- | ---------------- | ------------------ | ------ |
| 01   | Luka Potočar     | Slowenien          | 3860   |
| 02   | Taisei Homma     | Japan              | 3835   |
| 03   | Jesse Grupper    | Vereinigte Staaten | 3812   |
| 04   | Ao Yurikusa      | Japan              | 3239   |
| 05   | Yannick Flohé    | Deutschland        | 2910   |
| 06   | Colin Duffy      | Vereinigte Staaten | 2845   |
| 07   | Satone Yoshida   | Japan              | 2660   |
| 08   | Sascha Lehmann   | Schweiz            | 2635   |
| 09   | Yoshiyuki Ogata  | Japan              | 2540   |
| 10   | Masahiro Higuchi | Japan              | 2295   |

| Rang | Name             | Land               | Punkte |
| ---- | ---------------- | ------------------ | ------ |
| 01   | Janja Garnbret   | Slowenien          | 5805   |
| 02   | Seo Chae-hyun    | Südkorea           | 4405   |
| 03   | Natalia Grossman | Vereinigte Staaten | 3370   |
| 04   | Laura Rogora     | Italien            | 3345   |
| 05   | Brooke Raboutou  | Vereinigte Staaten | 3250   |
| 06   | Natsuki Tanii    | Japan              | 3075   |
| 07   | Mia Krampl       | Slowenien          | 2385   |
| 08   | Ryu Nakagawa     | Japan              | 2320   |
| 09   | Vita Lukan       | Slowenien          | 2235   |
| 10   | Jessica Pilz     | Österreich         | 2149   |

### Boulder
| Rang | Name              | Land                   | Punkte |
| ---- | ----------------- | ---------------------- | ------ |
| 01   | Yoshiyuki Ogata   | Japan                  | 3990   |
| 02   | Tomoa Narasaki    | Japan                  | 3405   |
| 03   | Kokoro Fujii      | Japan                  | 3110   |
| 04   | Yannick Flohé     | Deutschland            | 2475   |
| 05   | Mejdi Schalck     | Frankreich             | 2294   |
| 06   | Maximillian Milne | Vereinigtes Königreich | 2215   |
| 07   | Lee Do-hyun       | Südkorea               | 2128,5 |
| 08   | Colin Duffy       | Vereinigte Staaten     | 1976   |
| 09   | Chon Jong-won     | Südkorea               | 1957,5 |
| 10   | Rei Kawamata      | Japan                  | 1774,5 |

| Rang | Name             | Land               | Punkte |
| ---- | ---------------- | ------------------ | ------ |
| 01   | Natalia Grossman | Vereinigte Staaten | 5000   |
| 02   | Miho Nonaka      | Japan              | 3210   |
| 03   | Brooke Raboutou  | Vereinigte Staaten | 2940   |
| 04   | Futaba Ito       | Japan              | 2560   |
| 05   | Hannah Meul      | Deutschland        | 2345   |
| 06   | Oriane Bertone   | Frankreich         | 2316,5 |
| 07   | Jessica Pilz     | Österreich         | 2215   |
| 08   | Staša Gejo       | Serbien            | 2195   |
| 09   | Camilla Moroni   | Italien            | 1820   |
| 10   | Seo Chae-hyun    | Südkorea           | 1770   |

### Speed
| Rang | Name              | Land                | Punkte |
| ---- | ----------------- | ------------------- | ------ |
| 01   | Veddriq Leonardo  | Indonesien          | 4455   |
| 02   | Kiromal Katibin   | Indonesien          | 4080   |
| 03   | Long Jinbao       | Volksrepublik China | 3105   |
| 04   | Erik Noya Cardona | Spanien             | 2955   |
| 05   | Samuel Watson     | Vereinigte Staaten  | 2725   |
| 06   | Ludovico Fossali  | Italien             | 2534   |
| 07   | John Brosler      | Vereinigte Staaten  | 2460   |
| 08   | Long Jianguo      | Volksrepublik China | 2380   |
| 09   | Aspar Aspar       | Indonesien          | 2245   |
| 10   | Guillaume Moro    | Frankreich          | 2115   |

| Rang | Name                   | Land                | Punkte |
| ---- | ---------------------- | ------------------- | ------ |
| 01   | Aleksandra Kałucka     | Polen               | 4680   |
| 02   | Emma Hunt              | Vereinigte Staaten  | 3950   |
| 03   | Natalia Kałucka        | Polen               | 3820   |
| 04   | Deng Lijuan            | Volksrepublik China | 3380   |
| 05   | Aleksandra Mirosław    | Polen               | 3000   |
| 06   | Niu Di                 | Volksrepublik China | 2385   |
| 07   | Capucine Viglione      | Frankreich          | 2365   |
| 08   | Patrycja Chudziak      | Polen               | 2345   |
| 09   | Aurelia Sarisson       | Frankreich          | 2210   |
| 10   | Desak Rita Kusuma Dewi | Indonesien          | 2140   |

## Podestplatzierungen Männer

### Lead
| Datum               | Ort               | 1. Platz                                                                                  | 2. Platz                                                                                  | 3. Platz                                                                                  |
| ------------------- | ----------------- | ----------------------------------------------------------------------------------------- | ----------------------------------------------------------------------------------------- | ----------------------------------------------------------------------------------------- |
| 22.06. – 25.06.2022 | Innsbruck         | Colin Duffy                                                                               | Ao Yurikusa                                                                               | Jesse Grupper                                                                             |
| 30.06. – 02.07.2022 | Villars-sur-Ollon | Taisei Homma                                                                              | Jesse Grupper                                                                             | Colin Duffy                                                                               |
| 08.07. – 10.07.2022 | Chamonix          | Adam Ondra                                                                                | Taisei Homma                                                                              | Sean Bailey                                                                               |
| 22.07. – 23.07.2022 | Briançon          | Jesse Grupper                                                                             | Taisei Homma                                                                              | Alexander Megos                                                                           |
| 02.09. – 03.09.2022 | Koper             | Luka Potočar                                                                              | Sascha Lehmann                                                                            | Yannick Flohé                                                                             |
| 09.09. – 11.09.2022 | Edinburgh         | Jesse Grupper                                                                             | Luka Potočar                                                                              | Toby Roberts                                                                              |
| 24.09. – 26.09.2022 | Bali              | Nach Jakarta verschoben.                                                                  | Nach Jakarta verschoben.                                                                  | Nach Jakarta verschoben.                                                                  |
| 24.09. – 26.09.2022 | Jakarta           | Ao Yurikusa                                                                               | Masahiro Higuchi                                                                          | Sebastian Halenke                                                                         |
| 30.09. – 02.10.2022 | Wuijang           | Aufgrund der COVID-19-Pandemie abgesagt. Ersatzveranstaltung vom 09.-11.09. in Edinburgh. | Aufgrund der COVID-19-Pandemie abgesagt. Ersatzveranstaltung vom 09.-11.09. in Edinburgh. | Aufgrund der COVID-19-Pandemie abgesagt. Ersatzveranstaltung vom 09.-11.09. in Edinburgh. |
| 06.10. – 09.10.2022 | Chongqing         | Aufgrund der COVID-19-Pandemie abgesagt.                                                  | Aufgrund der COVID-19-Pandemie abgesagt.                                                  | Aufgrund der COVID-19-Pandemie abgesagt.                                                  |

### Boulder
| Datum               | Ort            | 1. Platz                                                                                                  | 2. Platz                                                                                                  | 3. Platz                                                                                                  |
| ------------------- | -------------- | --- | --- | --- |
| 01.04. – 03.04.2022 | Moskau         | Aufgrund des russischen Überfalls auf die Ukraine abgesagt. Ersatzveranstaltung vom 10.-12.06. in Brixen. | Aufgrund des russischen Überfalls auf die Ukraine abgesagt. Ersatzveranstaltung vom 10.-12.06. in Brixen. | Aufgrund des russischen Überfalls auf die Ukraine abgesagt. Ersatzveranstaltung vom 10.-12.06. in Brixen. |
| 08.04. – 10.04.2022 | Meiringen      | Tomoa Narasaki                                                                                            | Yoshiyuki Ogata                                                                                           | Mejdi Schalck                                                                                             |
| 06.05. – 08.05.2022 | Seoul          | Kokoro Fujii                                                                                              | Tomoa Narasaki                                                                                            | Yoshiyuki Ogata                                                                                           |
| 20.05. – 22.05.2022 | Salt Lake City | Mejdi Schalck                                                                                             | Yoshiyuki Ogata                                                                                           | Rei Kawamata                                                                                              |
| 27.05. – 29.05.2022 | Salt Lake City | Yoshiyuki Ogata                                                                                           | Anze Peharc                                                                                               | Kokoro Fujii                                                                                              |
| 10.06. – 12.06.2022 | Brixen         | Yannick Flohé                                                                                             | Maximillian Milne                                                                                         | Tomoa Narasaki                                                                                            |
| 22.06. – 25.06.2022 | Innsbruck      | Colin Duffy                                                                                               | Lee Dohyun                                                                                                | Yoshiyuki Ogata                                                                                           |
| 06.10. – 09.10.2022 | Chongqing      | Aufgrund der COVID-19-Pandemie abgesagt.                                                                  | Aufgrund der COVID-19-Pandemie abgesagt.                                                                  | Aufgrund der COVID-19-Pandemie abgesagt.                                                                  |

### Speed
| Datum               | Ort               | 1. Platz                                                                                  | 2. Platz                                                                                  | 3. Platz                                                                                  |
| ------------------- | ----------------- | ----------------------------------------------------------------------------------------- | ----------------------------------------------------------------------------------------- | ----------------------------------------------------------------------------------------- |
| 06.05. – 08.05.2022 | Seoul             | Veddriq Leonardo                                                                          | Kiromal Katibin                                                                           | Rahmad Adi Mulyono                                                                        |
| 20.05. – 22.05.2022 | Salt Lake City    | Kiromal Katibin                                                                           | Noah Bratschi                                                                             | Veddriq Leonardo                                                                          |
| 27.05. – 29.05.2022 | Salt Lake City    | Veddriq Leonardo                                                                          | Tobias Plangger                                                                           | Ludovico Fossali                                                                          |
| 30.06. – 02.07.2022 | Villars-sur-Ollon | Long Jianguo                                                                              | Wu Peng                                                                                   | Long Jinbao                                                                               |
| 08.07. – 10.07.2022 | Chamonix          | Long Jinbao                                                                               | Erik Noya Cardona                                                                         | Aspar Aspar                                                                               |
| 09.09. – 11.09.2022 | Edinburgh         | Samuel Watson                                                                             | Long Jinbao                                                                               | Erik Noya Cardona                                                                         |
| 24.09. – 26.09.2022 | Bali              | Nach Jakarta verschoben.                                                                  | Nach Jakarta verschoben.                                                                  | Nach Jakarta verschoben.                                                                  |
| 24.09. – 26.09.2022 | Jakarta           | Aspar Aspar                                                                               | Kiromal Katibin                                                                           | Cao Long                                                                                  |
| 30.09. – 02.10.2022 | Wuijang           | Aufgrund der COVID-19-Pandemie abgesagt. Ersatzveranstaltung vom 09.-11.09. in Edinburgh. | Aufgrund der COVID-19-Pandemie abgesagt. Ersatzveranstaltung vom 09.-11.09. in Edinburgh. | Aufgrund der COVID-19-Pandemie abgesagt. Ersatzveranstaltung vom 09.-11.09. in Edinburgh. |

### Lead & Boulder
| Datum               | Ort     | 1. Platz       | 2. Platz        | 3. Platz     |
| ------------------- | ------- | -------------- | --------------- | ------------ |
| 20.10. – 22.10.2022 | Morioka | Tomoa Narasaki | Yoshiyuki Ogata | Kokoro Fujii |

## Podestplatzierungen Frauen

### Lead
| Datum               | Ort               | 1. Platz                                                                                  | 2. Platz                                                                                  | 3. Platz                                                                                  |
| ------------------- | ----------------- | ----------------------------------------------------------------------------------------- | ----------------------------------------------------------------------------------------- | ----------------------------------------------------------------------------------------- |
| 22.06. – 25.06.2022 | Innsbruck         | Janja Garnbret                                                                            | Seo Chae-hyun                                                                             | Brooke Raboutou                                                                           |
| 30.06. – 02.07.2022 | Villars-sur-Ollon | Janja Garnbret                                                                            | Brooke Raboutou                                                                           | Natalia Grossman                                                                          |
| 08.07. – 10.07.2022 | Chamonix          | Janja Garnbret                                                                            | Laura Rogora                                                                              | Seo Chae-hyun                                                                             |
| 22.07. – 23.07.2022 | Briançon          | Janja Garnbret                                                                            | Seo Chae-hyun                                                                             | Natalia Grossman                                                                          |
| 02.09. – 03.09.2022 | Koper             | Ai Mori                                                                                   | Janja Garnbret                                                                            | Brooke Raboutou                                                                           |
| 09.09. – 11.09.2022 | Edinburgh         | Ai Mori                                                                                   | Janja Garnbret                                                                            | Seo Chae-hyun                                                                             |
| 24.09. – 26.09.2022 | Bali              | Nach Jakarta verschoben.                                                                  | Nach Jakarta verschoben.                                                                  | Nach Jakarta verschoben.                                                                  |
| 24.09. – 26.09.2022 | Jakarta           | Janja Garnbret                                                                            | Seo Chae-hyun                                                                             | Mia Krampl                                                                                |
| 30.09. – 02.10.2022 | Wuijang           | Aufgrund der COVID-19-Pandemie abgesagt. Ersatzveranstaltung vom 09.-11.09. in Edinburgh. | Aufgrund der COVID-19-Pandemie abgesagt. Ersatzveranstaltung vom 09.-11.09. in Edinburgh. | Aufgrund der COVID-19-Pandemie abgesagt. Ersatzveranstaltung vom 09.-11.09. in Edinburgh. |
| 06.10. – 09.10.2022 | Chongqing         | Aufgrund der COVID-19-Pandemie abgesagt.                                                  | Aufgrund der COVID-19-Pandemie abgesagt.                                                  | Aufgrund der COVID-19-Pandemie abgesagt.                                                  |

### Boulder
| Datum               | Ort            | 1. Platz                                                                                                  | 2. Platz                                                                                                  | 3. Platz                                                                                                  |
| ------------------- | -------------- | --- | --- | --- |
| 01.04. – 03.04.2022 | Moskau         | Aufgrund des russischen Überfalls auf die Ukraine abgesagt. Ersatzveranstaltung vom 10.-12.06. in Brixen. | Aufgrund des russischen Überfalls auf die Ukraine abgesagt. Ersatzveranstaltung vom 10.-12.06. in Brixen. | Aufgrund des russischen Überfalls auf die Ukraine abgesagt. Ersatzveranstaltung vom 10.-12.06. in Brixen. |
| 08.04. – 10.04.2022 | Meiringen      | Janja Garnbret                                                                                            | Natalia Grossman                                                                                          | Andrea Kümin                                                                                              |
| 06.05. – 08.05.2022 | Seoul          | Natalia Grossman                                                                                          | Oriane Bertone                                                                                            | Brooke Raboutou                                                                                           |
| 20.05. – 22.05.2022 | Salt Lake City | Natalia Grossman                                                                                          | Brooke Raboutou                                                                                           | Miho Nonaka                                                                                               |
| 27.05. – 29.05.2022 | Salt Lake City | Natalia Grossman                                                                                          | Miho Nonaka                                                                                               | Brooke Raboutou                                                                                           |
| 10.06. – 12.06.2022 | Brixen         | Natalia Grossman                                                                                          | Hannah Meul                                                                                               | Luo Zhilu                                                                                                 |
| 22.06. – 25.06.2022 | Innsbruck      | Natalia Grossman                                                                                          | Hannah Meul                                                                                               | Miho Nonaka                                                                                               |
| 06.10. – 09.10.2022 | Chongqing      | Aufgrund der COVID-19-Pandemie abgesagt.                                                                  | Aufgrund der COVID-19-Pandemie abgesagt.                                                                  | Aufgrund der COVID-19-Pandemie abgesagt.                                                                  |

### Speed
| Datum               | Ort               | 1. Platz                                                                                  | 2. Platz                                                                                  | 3. Platz                                                                                  |
| ------------------- | ----------------- | ----------------------------------------------------------------------------------------- | ----------------------------------------------------------------------------------------- | ----------------------------------------------------------------------------------------- |
| 06.05. – 08.05.2022 | Seoul             | Aleksandra Mirosław                                                                       | Emma Hunt                                                                                 | Aleksandra Kałucka                                                                        |
| 20.05. – 22.05.2022 | Salt Lake City    | Aleksandra Mirosław                                                                       | Aleksandra Kałucka                                                                        | Natalia Kałucka                                                                           |
| 27.05. – 29.05.2022 | Salt Lake City    | Aleksandra Mirosław                                                                       | Emma Hunt                                                                                 | Aleksandra Kałucka                                                                        |
| 30.06. – 02.07.2022 | Villars-sur-Ollon | Deng Lijuan                                                                               | Niu Di                                                                                    | Desak Rita Kusuma Dewi                                                                    |
| 08.07. – 10.07.2022 | Chamonix          | Deng Lijuan                                                                               | Aleksandra Kałucka                                                                        | Desak Rita Kusuma Dewi                                                                    |
| 09.09. – 11.09.2022 | Edinburgh         | Aleksandra Kałucka                                                                        | Natalia Kałucka                                                                           | Emma Hunt                                                                                 |
| 24.09. – 26.09.2022 | Bali              | Nach Jakarta verschoben.                                                                  | Nach Jakarta verschoben.                                                                  | Nach Jakarta verschoben.                                                                  |
| 24.09. – 26.09.2022 | Jakarta           | Deng Lijuan                                                                               | Natalia Kałucka                                                                           | Aleksandra Kałucka                                                                        |
| 30.09. – 02.10.2022 | Wuijang           | Aufgrund der COVID-19-Pandemie abgesagt. Ersatzveranstaltung vom 09.-11.09. in Edinburgh. | Aufgrund der COVID-19-Pandemie abgesagt. Ersatzveranstaltung vom 09.-11.09. in Edinburgh. | Aufgrund der COVID-19-Pandemie abgesagt. Ersatzveranstaltung vom 09.-11.09. in Edinburgh. |

### Lead & Boulder
| Datum               | Ort     | 1. Platz | 2. Platz         | 3. Platz      |
| ------------------- | ------- | -------- | ---------------- | ------------- |
| 20.10. – 22.10.2022 | Morioka | Ai Mori  | Natalia Grossman | Seo Chae-hyun |